# Hrabstwo Scott (Iowa)

Piramida wieku hrabstwa

Hrabstwo Scott – hrabstwo położone w USA w stanie Iowa z siedzibą w mieście Davenport. Założone w 1837 roku.

## Miasta i miejscowości
| - Bettendorf - Blue Grass - Buffalo - Davenport - Dixon - Donahue | - Durant - Eldridge - Le Claire - Long Grove - Maysville - McCausland | - New Liberty - Panorama Park - Park View (CDP) - Princeton - Riverdale - Walcott |

## Drogi główne
| - Interstate 74 - Interstate 80 - Interstate 280 - U.S. Highway 6 | - U.S. Highway 61 - U.S. Highway 67 - Iowa Highway 22 - Iowa Highway 130 |

## Sąsiednie hrabstwa
- Hrabstwo Clinton
- Hrabstwo Rock Island
- Hrabstwo Muscatine
- Hrabstwo Cedar